# هيو ماكدونالد (سياسي)
هيو ماكدونالد (بالإنجليزية: Hugh MacDonald)‏ هو سياسي بريطاني، ولد في 11 يوليو 1929، وتوفي في 3 ديسمبر 2013. حزبياً، نشط في الحزب القومي الاسكتلندي.